# Daši

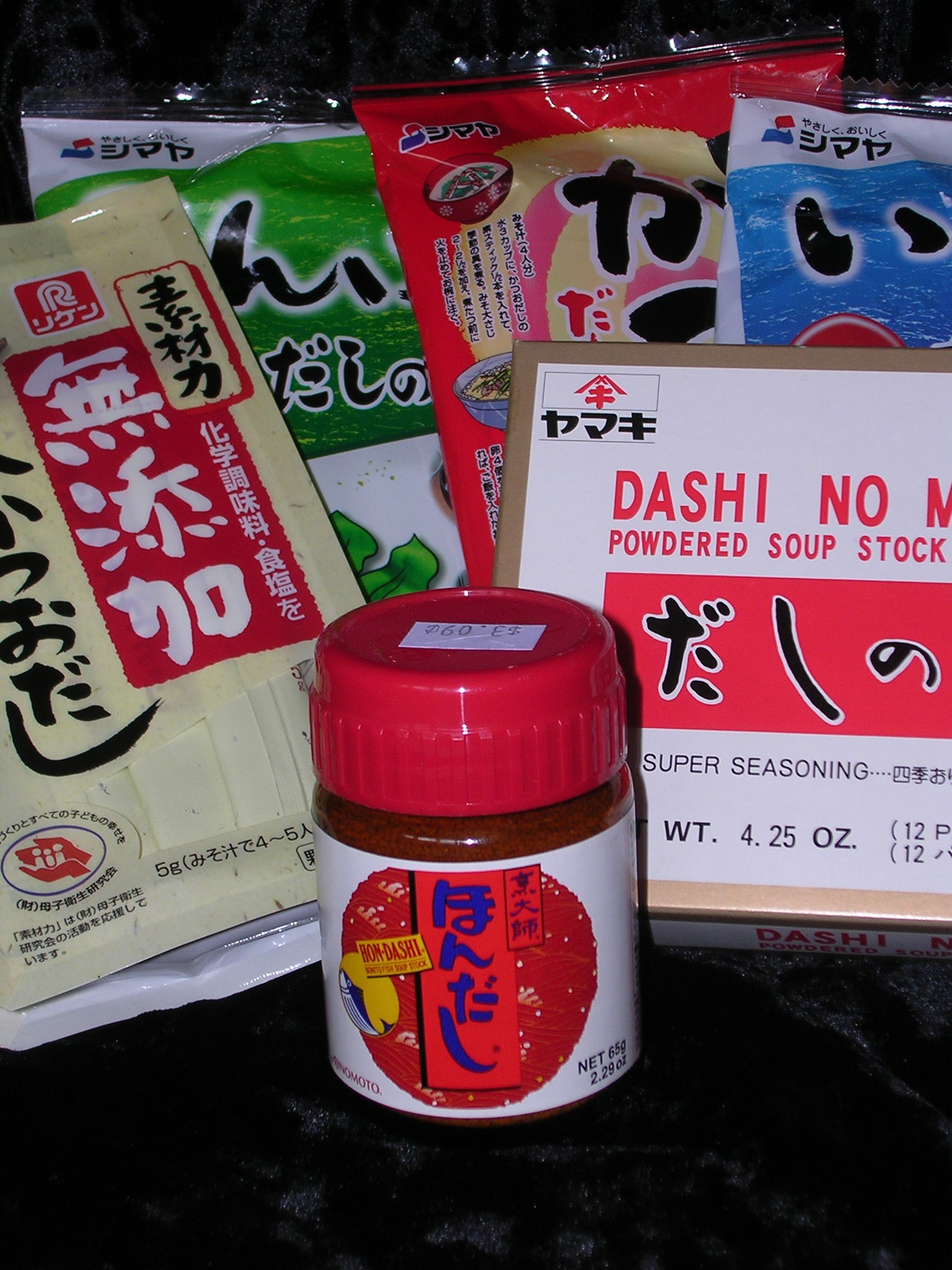
Některé běžné značky balených instantních daši

Daši (japonsky 出汁) je druh polévek a výtažek, které se používají v japonské kuchyni. Daši tvoří základ polévky miso, čirého vývaru, nudlového vývaru a jiných tekutin, které se používají na zvýraznění pikantní chuti jídla, jako například chuti umami. Daši se také mísí s moukou při grilování některých potravin, například okonomijaki a takojaki.

## Příprava
Nejběžnější formou daši je jednoduchý vývar nebo rybí výtažek: voda obsahující řasy kombu a kezurikacuo (hobliny kacuobuši – fermentovaný tuňák pruhovaný nebo levnější bonito) se přivede téměř k varu a pak se přecedí. Bonito se může nahradit sušenými ančovičkami nebo sardinkami.
Domácí daši, vyrobené ze sušeného kombu a kacuobuši, je dnes méně oblíbené, a to i v Japonsku. Domácí produkt nahradilo ve druhé polovině 20. století granulované nebo tekuté instantní daši. Ve srovnání s chutí domácích daši má výraznější, méně jemnou chuť, a to díky použití chemických zvýrazňovačů chuti – glutamátů a ribonukleotidů.

## Druhy
Daši se dá, kromě z kombu a kacuobuši, získat použitím jiných druhů surovin. Vyrábí se například z mořských řas, sušených sardinek niboši nebo z hub šiitake mnohahodinovým máčením ve vodě nebo vařením v téměř vroucí vodě. Takto získaná tekutina se pak přecedí a daši je hotovo.
- Kombu daši výtažek se vyrábí namáčením mořských řas ve vodě.
- Niboši daši se vyrábí z malých sušených sardinek bez hlaviček a ocásků, které se namočí do vody.
- Šiitake daši se vyrábí namočením sušených hub šiitake do vody.

## Dějiny
V roce 1908 japonský chemik Kikunae Ikeda identifikoval neobvyklou výraznou příchuť mořské řasy kombu jako umami, „pátou chuť“. Tato chuť vzniká jako reakce lidských chuťových receptorů na kyselinu glutamovou.